# Butler (Wisconsin)
Butler és una població dels Estats Units a l'estat de Wisconsin. Segons el cens del 2000 tenia 1.881 habitants.

## Demografia
Segons el cens del 2000, Butler tenia 1.881 habitants, 916 habitatges, i 459 famílies. La densitat de població era de 919,3 habitants per km².
Dels 916 habitatges en un 20,7% hi vivien nens de menys de 18 anys, en un 39% hi vivien parelles casades, en un 8,1% dones solteres, i en un 49,8% no eren unitats familiars. En el 42,5% dels habitatges hi vivien persones soles el 25,3% de les quals corresponia a persones de 65 anys o més que vivien soles. El nombre mitjà de persones vivint en cada habitatge era de 2,05 i el nombre mitjà de persones que vivien en cada família era de 2,88.
Per edats la població es repartia de la següent manera: un 19,5% tenia menys de 18 anys, un 6,2% entre 18 i 24, un 30,8% entre 25 i 44, un 20% de 45 a 60 i un 23,5% 65 anys o més.
L'edat mediana era de 41 anys. Per cada 100 dones de 18 o més anys hi havia 86,1 homes.
La renda mediana per habitatge era de 38.333 $ i la renda mediana per família de 50.903 $. Els homes tenien una renda mediana de 35.781 $ mentre que les dones 26.250 $. La renda per capita de la població era de 22.167 $. Cap de les famílies i el 2,4% de la població estaven per davall del llindar de pobresa.